# John Ross Browne
Pour les articles homonymes, voir Browne.
John Ross Browne, né le 11 février 1821 à Dublin en Irlande et mort le 9 décembre 1875 à Oakland en Californie, souvent appelé J. Ross Browne, est un artiste et voyageur américain d'origine irlandaise, écrivain et agent du gouvernement.

## Biographie

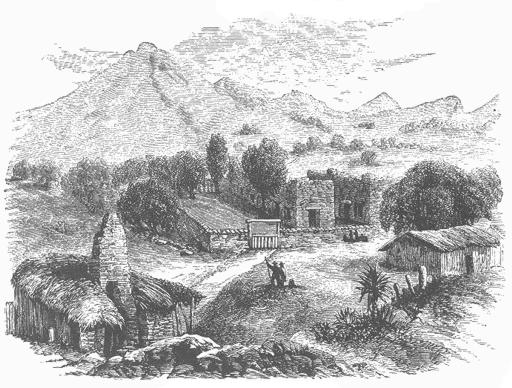
Mowry, Arizona en 1864 par J. Ross Browne.

John Ross Browne est le troisième de sept enfants nés de Thomas Egerton Browne, rédacteur en chef d'un journal irlandais, et de sa femme, Elizabeth (Buck) Browne. Thomas Browne est un ardent nationaliste qui se heurte au gouvernement britannique qui l'envoie en prison, mais le libère à condition qu'il quitte l'Irlande. En 1833, la famille émigre aux États-Unis. Ils s'installent à Louisville, Kentucky, où Thomas devient instituteur et finalement rédacteur en chef et propriétaire du Louisville Daily Reporter.
Browne brièvement fréquente le Louisville Medical Institute, une expérience qui inspire son premier livre, Confessions of a Quack (1841). En 1842, après avoir travaillé plusieurs années sur un bateau fluvial, il s'engage sur un baleinier. En 1846, il publie le livre Etchings of a Whaling Cruise à Harper & Brothers, New York, qui lui vaut la reconnaissance en tant qu'artiste et écrivain, et on pense qu'il influence Herman Melville. Il épouse Lucy Anne Mitchell en 1844. Le couple a neuf enfants.
En 1849, au moment de la ruée vers l'or en Californie, Browne déménage en Californie et travaille dans divers emplois pour le gouvernement, en tant qu'agent du département du Trésor, arpenteur des douanes et des monnaies, enquêteur des affaires du bureau indien et foncier, et journaliste officiel de la convention constitutionnelle de l'État. Il publie des parties de ces expériences dans la presse populaire comme From Crusoe's Island (1864). Il part ensuite en voyage en Europe et au Moyen-Orient, publie ses impressions en série dans Harper's Magazine puis sous forme de livre sous le nom de Yusef (1853). Browne et sa famille déménagent en 1861 en Allemagne, une expérience qui aboutit à An American Family in Germany (1866), avec les voyages secondaires de Browne détaillés dans The Land of Thor (1866). En 1863, il retourne dans l'Ouest américain, décrivant de façon vivante l'Arizona, le Sonora et d'autres régions dans ses Adventures in the Apache Country (1869). Il est nommé ambassadeur des États-Unis en Chine en 1868, mais est rappelé en 1870.
Il meurt le 9 décembre 1875 à Oakland, en Californie.
Le style de ses écrits a influencé un certain nombre d'auteurs tels que Mark Twain, Bret Harte et Dan De Quille.

## Écrits

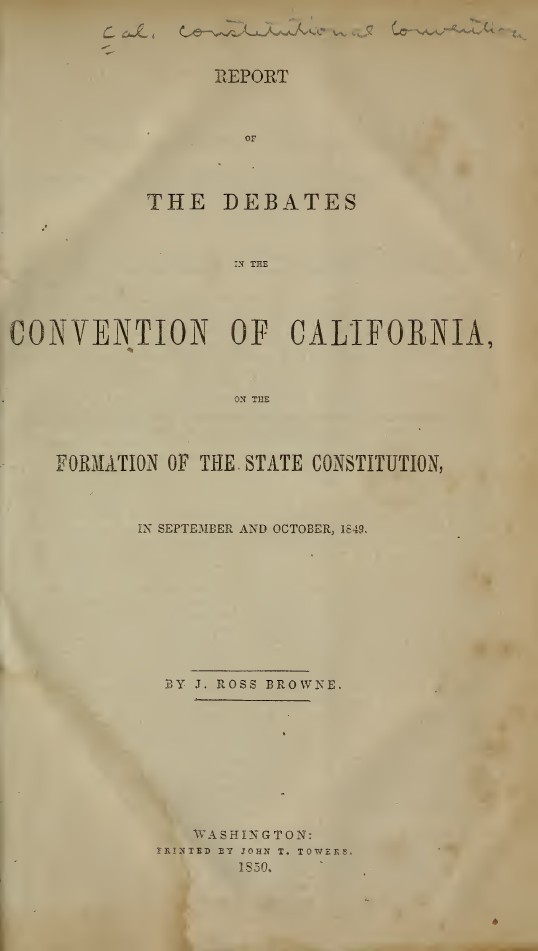
Rapport des débats de la Convention de Californie (1850)

- 1841 : (en) J. Ross Browne, Confessions of a quack, or, The auto-biography of a modern Aesculapian, Printed by James B. Marshall (OCLC 5230489, lire en ligne)

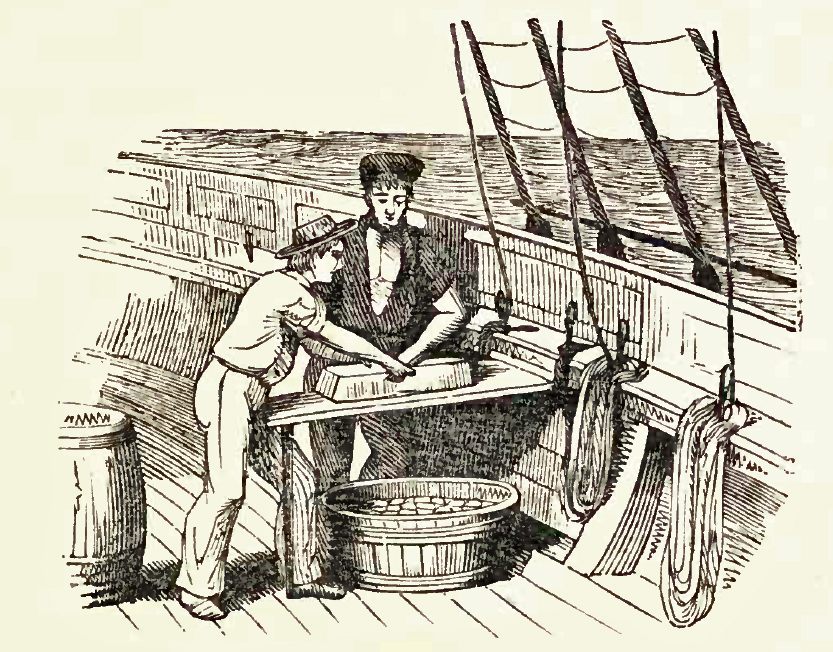
Deux hommes hachant la graisse de baleine de Etchings of a Whaling Cruise (1846)

- 1850 : Etchings of a whaling cruise: with notes of a sojourn on the island of Zanzibar, to which is appended a brief history of the whale fishery, its past and present condition, Harper and Brothers, New York (OCLC 18688057)
- 1850 : Report of the debates in the Convention of California, Printed by J.T. Towers, Washington (OCLC 654476750)
- 1853 : Yusef: or, The Journey of the Frangi; A crusade in the East, Harper and Brothers, New York
- 1858 : Indian affairs in the Territories of Oregon and Washington: letter from the Secretary of the Interior, transmitting, in compliance with the resolution of the House of Representatives of the 19th instant, the report of J. Ross Browne, special agent, on the subject of Indian affairs in the Territories of Oregon and Washington, 25 janvier 1858, Session, House of Representatives, no 39, Washington: U.S. Government Printing Office (OCLC 9654708)
- 1860 : A Peep at Washoe, Harpers New Monthly Magazine, décembre 1860.
- 1860 : Report of the Secretary of the Interior, communicating, in compliance with a resolution of the Senate, the correspondence between the Indian Office and the present superintendents and agents in California, and J. Ross Browne, Esq.: together with the report of the Commissioner of Indians Affairs, inclosing the same to the department, Executive Document of the Senate, Congress of the United States (OCLC 16852850)
- 1861 : The Old Sea King: or, the wonderful adventures of Little Miché, Harper's Weekly, no 212, 19 janvier, p. 44–45 (OCLC 62718058)
- 1861–1862 : The Coast Rangers: a chronicle of adventures in California, Paisano Press, Balboa Island puis Harper's New Monthly Magazine, volumes 23–24, Part 2 : The Indian Reservations
- 1864 : From Crusoe's Island: a Ramble in the Footsteps of Alexander Selkirk, Harper and Brothers, New York
- 1864 : California's Indians: A Clever Satire on the Governments dealings with its Indian Wards, Harper Brothers
- 1864–1865 : A tour through Arizona: San Francisco, California to Casa Grande, Arizona in October and November of 1864, Harper's New Monthly Magazine, octobre–décembre 1864, puis janvier–mars 1865 (OCLC 12044825)
- 1865 : Washoe Revisited, Harpers New Monthly Magazine, mai.
- 1865 : Down in the cinnabar mines; a visit to New Almaden in 1865, Harper's New Monthly Magazine, octobre, v. 31, no 185, (OCLC 42687253)
- 1865 : The Bodie Bluff mines located in Mono county, California belonging to the Empire gold & silver mining co. of New York. With pen and pencil, Clark & Maynard, New York (OCLC 13851324)
- 1865 : A trip to Bodie Bluff and the Dead Sea of the West, Harper's New Monthly Magazine, septembre, no 184 (OCLC 21697588)
- 1866 : An American Family in Germany, Harper and Brothers, New York (OCLC 325598)
- 1866 : The Reese River country, Harper's New Monthly Magazine, juin, v. 33, no 193, (OCLC 18708280)
- 1867 : The Land of Thor, Harper and Brothers, New York
- 1867 : Report of J. Ross Browne on the mineral resources of the states and territories west of the Rocky Mountains, United States Department of the Treasury, Washington, General Printing Office (OCLC 7940016), partie de Reports upon the mineral resources of the United States
- 1868 : Explorations in Lower California, trois articles dans Harper's New Monthly Magazine, octobre, novembre et décembre (OCLC 20538246)
- 1869 : Adventures in the Apache Country: A Tour Through Arizona and Sonora, with Notes on the Silver Regions of Nevada, Harper & Brothers. Aussi publié dans Harper's New Monthly Magazine, no 173, octobre 1864 – 178, mars 1865, v. 29–30
- 1869 : Sketch of the settlement and exploration of Lower California, H. H. Bancroft, San Francisco, 1869 (OCLC 795679890) – Inclus aussi comme partie 2 de Resources of the Pacific Slope
- 1869 : Resources of the Pacific slope, A statistical and descriptive summary of the mines and minerals, climate, topography, agriculture, commerce, manufactures, and miscellaneous productions, of the states and territories west of the Rocky mountains, avec S. Alexander et D. Taylor, Appleton and Company, New York (OCLC 663205480)
- 1870 : The policy of extending local aid to railroads, with special reference to the proposed line through the San Joaquin Valley to the Colorado River, Alta California printing House, San Francisco (OCLC 13851599)
- 1872 : Reclamation of marsh and swamp lands and projected canals for irrigation in California: with notes on the canal systems of China, and other countries, Alta California printing House, San Francisco (OCLC 13851612)
- 1872 : Certaines de ses illustrations sont utilisées par l'American Publishing Company pour l'ouvrage de Mark Twain, Roughing It.
- 1875 : Address to the territorial pioneers of California, on the twenty-fifth anniversary of the admission of the State into the Union, San Francisco News Letter and California Advertiser, San Francisco (OCLC 11883585)